# Dirinella
Dirinella is een gemeente en plaats in het Zwitserse kanton Ticino, en maakt deel uit van het district Locarno.